# Quart de cercle mobile

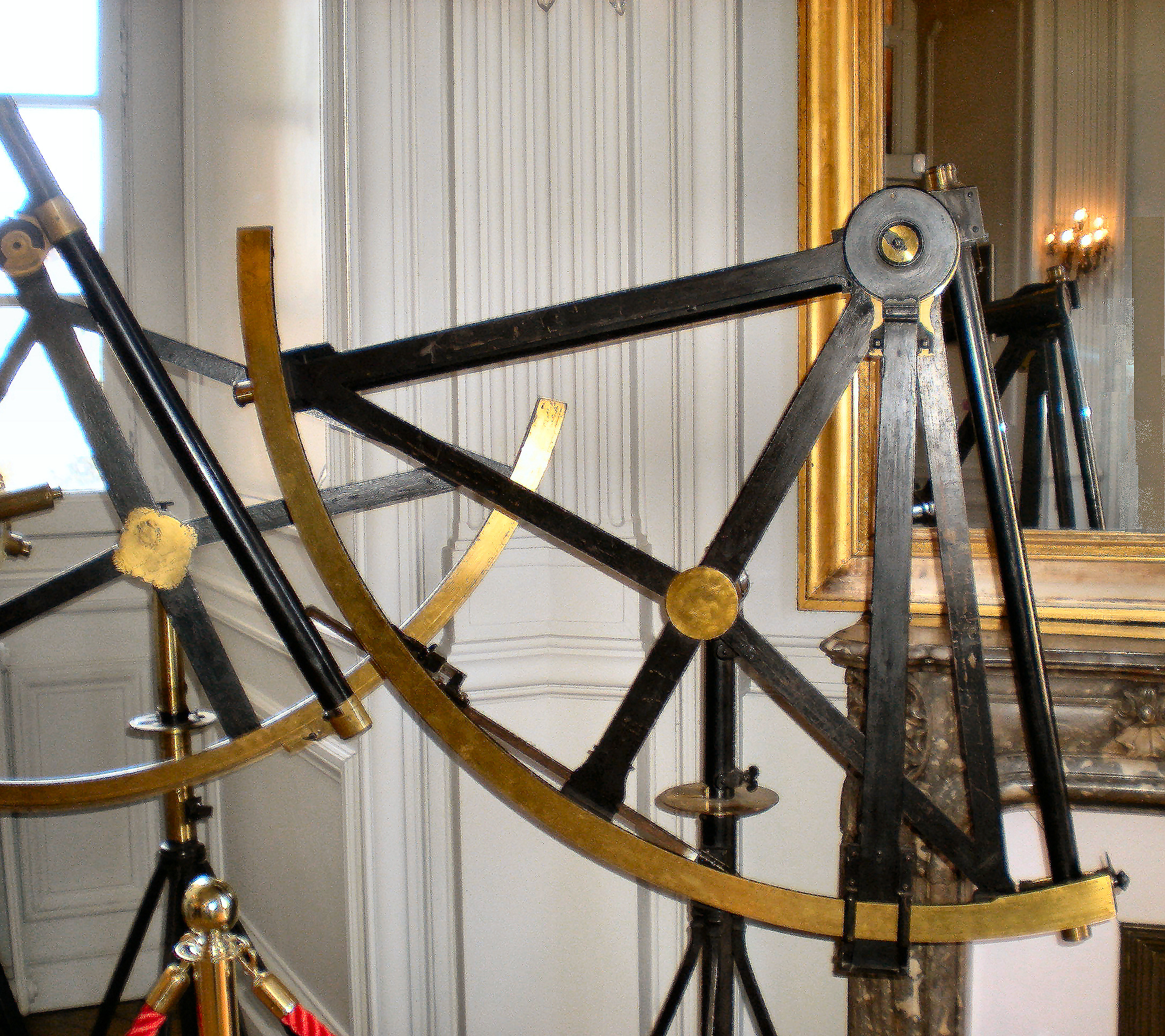
Un quart de cercle à deux lunettes ; derrière, un autre quart de cercle, vue opposée, Langlois, 1746, Observatoire de Paris.

Le quart de cercle mobile est un ancien instrument de mesure angulaire dont la plage d'utilisation est de 90°. Il est de la famille des quadrants ou quarts de cercle. D'une façon générale, cet instrument permet de mesurer précisément la hauteur d'un objet lointain ou la distance angulaire entre deux objets visés. Il est surtout utilisé sur le terrain en géodésie et plus rarement dans les observatoires astronomiques aux XVIIe et XVIIIe siècles. C'est l'un des instruments employés par Jean Picard pour mesurer un degré de latitude terrestre par triangulation et par les Cassini pour établir la carte de France dite « carte des Cassini ». Il sera remplacé plus tard par le cercle répétiteur, instrument plus précis et plus facile d'exploitation.

## Approche élémentaire

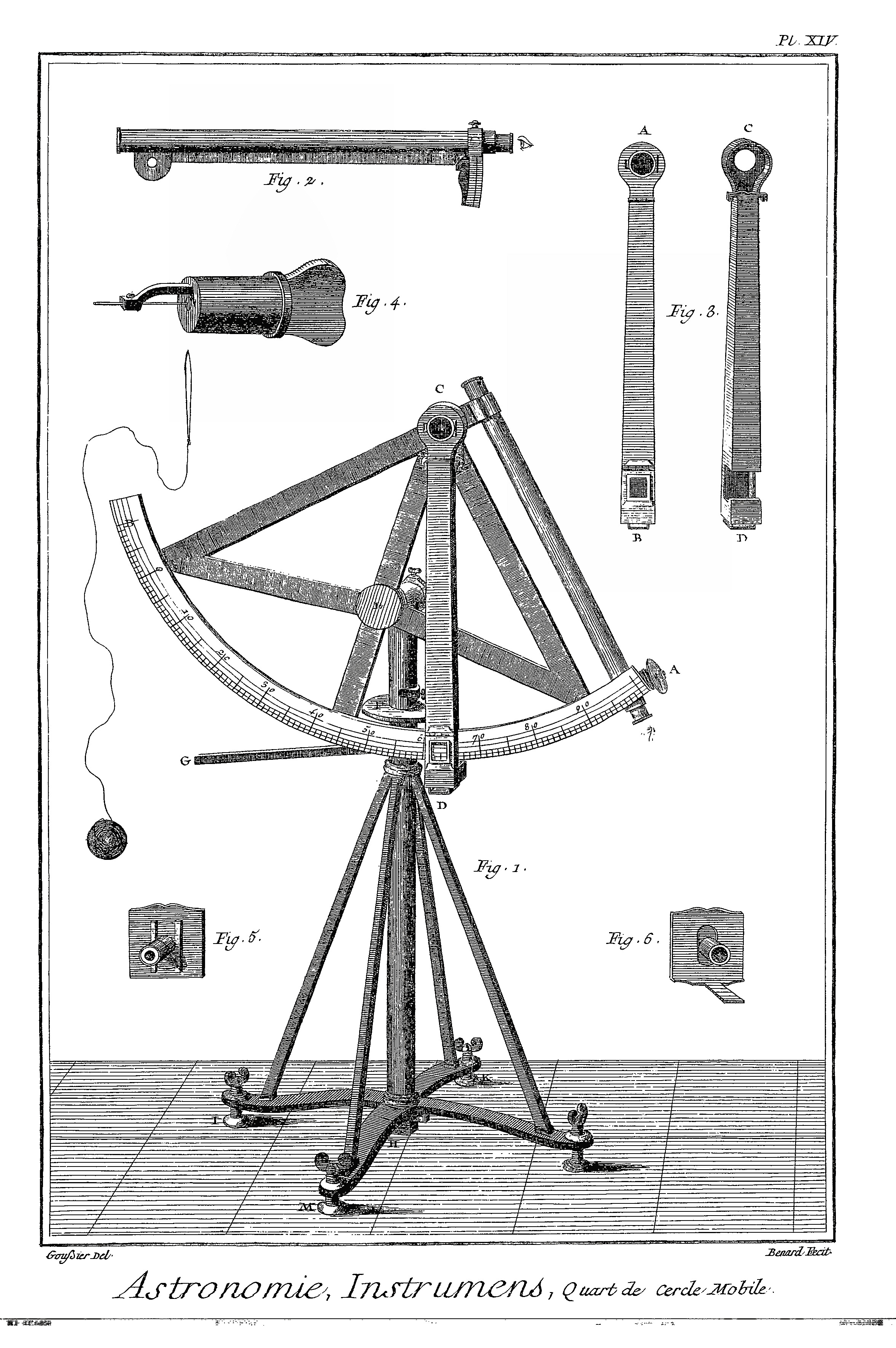
Quart de cercle mobile, à une lunette (1767).

L'instrument de base est composé des éléments suivants :
- un quart de cercle sur lequel on trouve un limbe portant les divisions sur généralement 90° ;
- un système de visée comprenant à l'origine deux pinnules fixées sur le côté du quadrant, puis deux alidades, dont une mobile. Plus tard, les pinnules seront remplacées par une lunette de visée, parfois deux : une fixe servant de référence, l'autre mobile ;
- un fil à plomb qui assure la bonne inclinaison de l'instrument dans sa fonction de base : mesurer une hauteur ;
- une structure allégée et triangulée pour éviter les déformations ;
- un pied reposant au sol en trois ou quatre points réglables pour assurer la stabilité et une inclinaison parfaite. Le pied est fixé au centre de gravité du quart de cercle par une liaison idoine : double articulation cylindrique, genouillère, rotule[2].

## Histoire et évolution

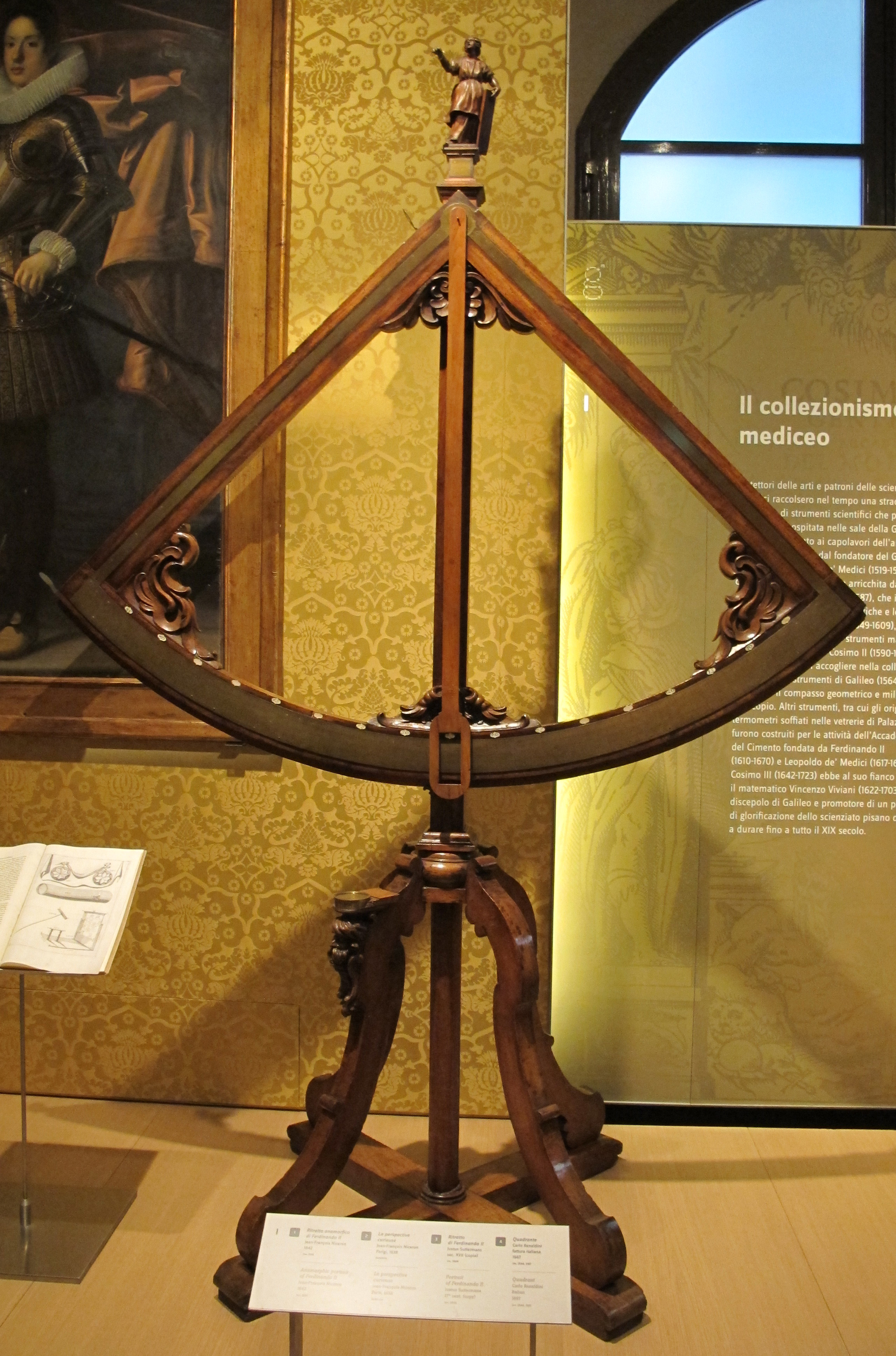
Quart de cercle à pinnules (1667).

Les quarts de cercle mobiles, à l'origine, se confondent probablement avec les quadrants de navigation des premiers explorateurs maritimes, au début du XVIe siècle.
Cet instrument semble nécessaire pour déterminer la latitude avec plus d'exactitude que celle obtenue par le quadrant nautique : en effet, ce dernier, de petites dimensions, est tenu à la main pour effectuer les relevés, ce qui en fait un instrument très médiocre.
Magellan, en 1519, dans son tour du monde, emporte vingt-et-un quadrants, dont certains faits de bois et de métal ; il est possible que sur la quantité, il y ait eu au moins un quadrant, de grandes dimensions, posé sur pied, pour déterminer la latitude à terre et ainsi permettre l'établissement de cartes de qualité.
D'après Daumas, « les quarts de cercle de petites dimensions se fabriquaient assez couramment dès le premier quart du XVIIe siècle et devinrent très répandus au cours des décennies suivantes. » C'est à cette époque que Snellius réalise la première triangulation géodésique moderne. Ses instruments sont principalement deux quarts de cercle.

### Snellius

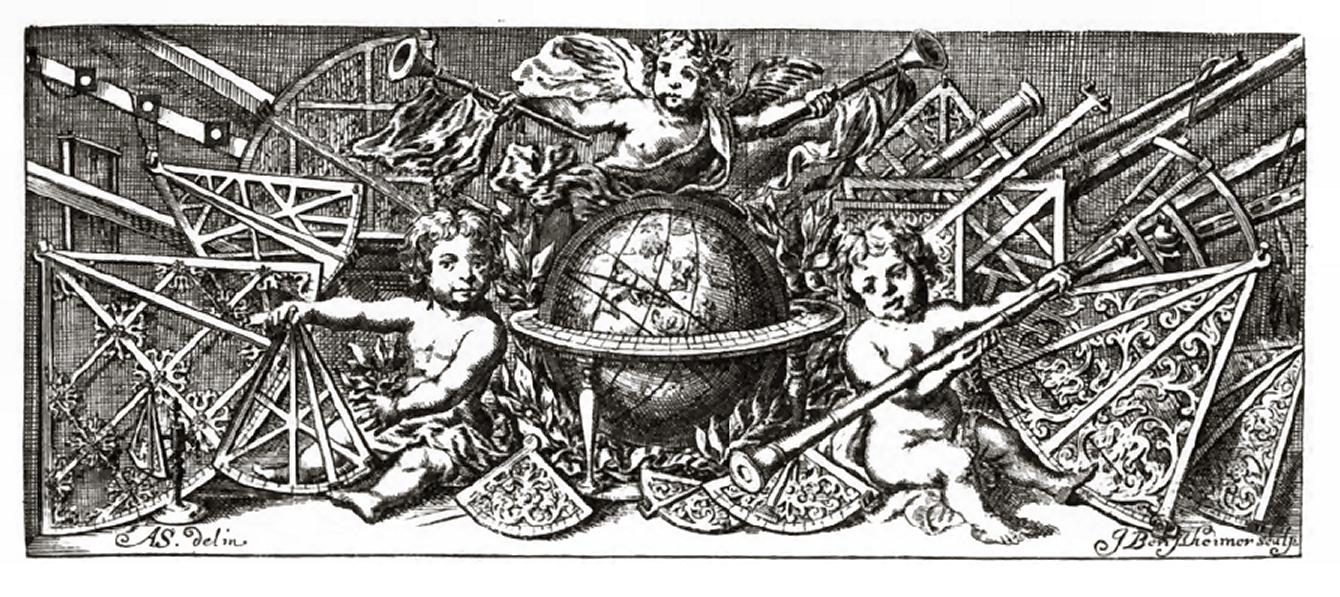
Panoplie de quadrants, quarts de cercle, sextants d'après Hevelius, XVIIe siècle.

C'est en 1614 que « Snellius mesure un arc de méridien aux Pays-Bas, entre Alkmaar et Berg op Zoom par triangulation, procédé imaginé par Gemma Frisius vers 1533 et [peut-être] utilisé par Tycho Brahe pour rattacher son observatoire d'Uraniborg… au continent. »
Le premier quart de cercle qu'il emploie sur le terrain lui sert à mesurer les angles de ses triangles. C'est un instrument à pinnules, avec une alidade fixe et l'autre mobile, comme les graphomètres. Il est en laiton, son rayon est d'environ 2,2 pieds (70 cm), divisé de trois en trois minutes ; « l'intervalle était divisé en deux parties par des transversales, en sorte qu'on pouvait estimer la minute. »
Le second est un grand quart de cercle à simples pinnules qui lui sert pour les observations astronomiques : recherche de la direction méridienne ? et détermination des latitudes en différents points de sa triangulation dont principalement les points extrêmes. Il est en fer avec un limbe en laiton. Son rayon est de 5,5 pieds (environ 1,7 m).
Les erreurs relevées par Delambre sont de quatre minutes au maximum sur la somme des trois angles d'un triangle. Au résultat final de sa triangulation il trouve pour un degré de méridien une valeur initiale de 28 500 perches, soit environ 107 160 m,.

### Picard
Cinquante-cinq ans après Snellius, en France, Jean Picard sera le premier à adapter des lunettes de visée sur ses instruments de géodésie.
C'est de 1669 à 1671 qu'il mesure un arc de méridien entre Malvoisine et Sourdon, arc appelé communément la « méridienne Paris-Amiens » ou la « méridienne de Picard ». Ses instruments d'observation sont munis de lunette(s) de visée.
Son instrument de mesure angulaire est un quart de cercle à deux lunettes à réticule,. L'une des lunettes est fixe et pointée sur l'origine de l'angle, l'autre montée sur une alidade est mobile. L'instrument a une structure en fer, son rayon est de 1,04 m. Son limbe, recouvert de laiton est divisé en minutes « très distinctes » par transversales, si bien que l'on peut distinguer facilement le quart de minute à la ligne de foi (cheveu ou fin fil d'argent) de la lunette mobile.

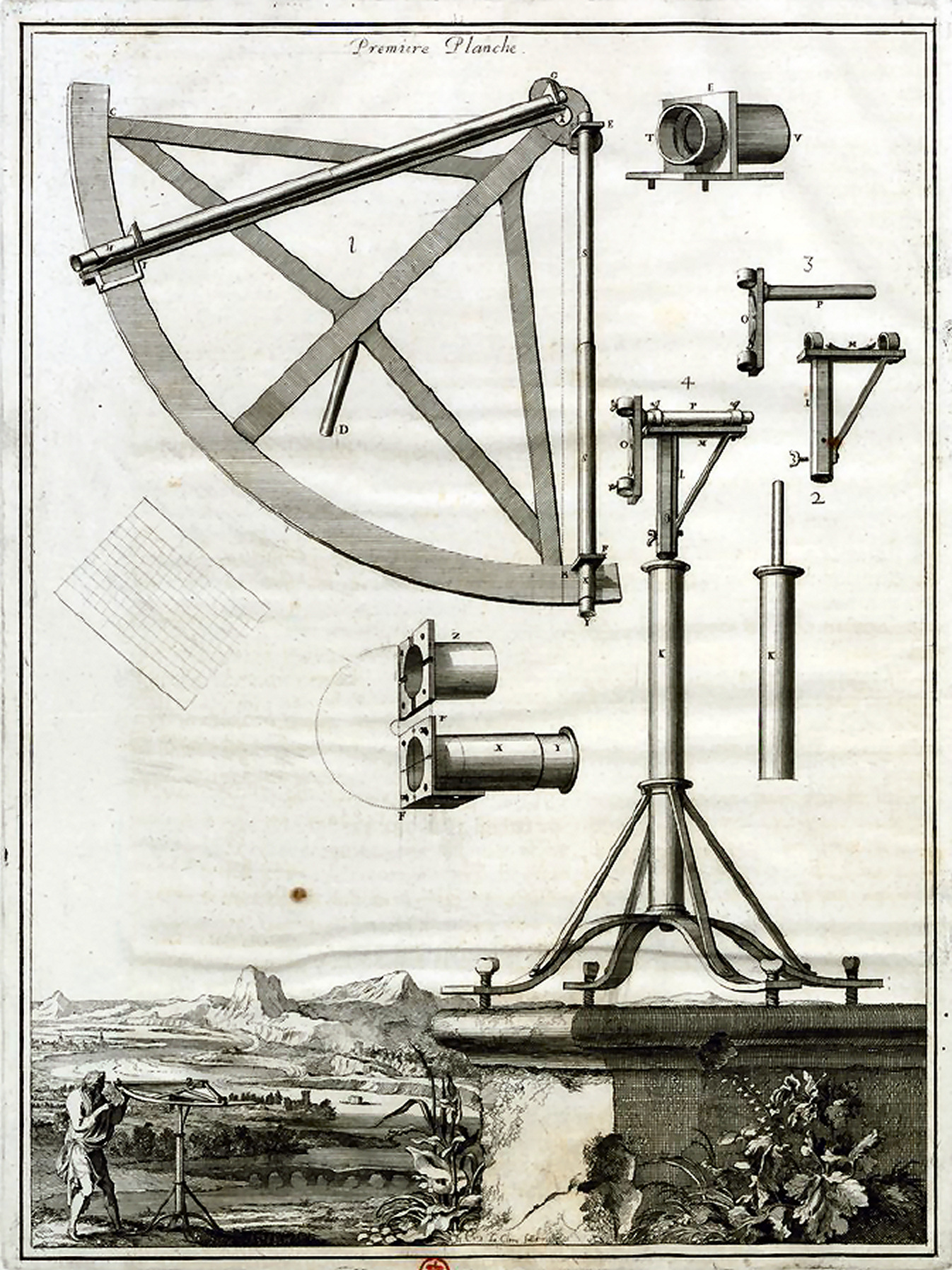
Quart de cercle à deux lunettes, première édition.
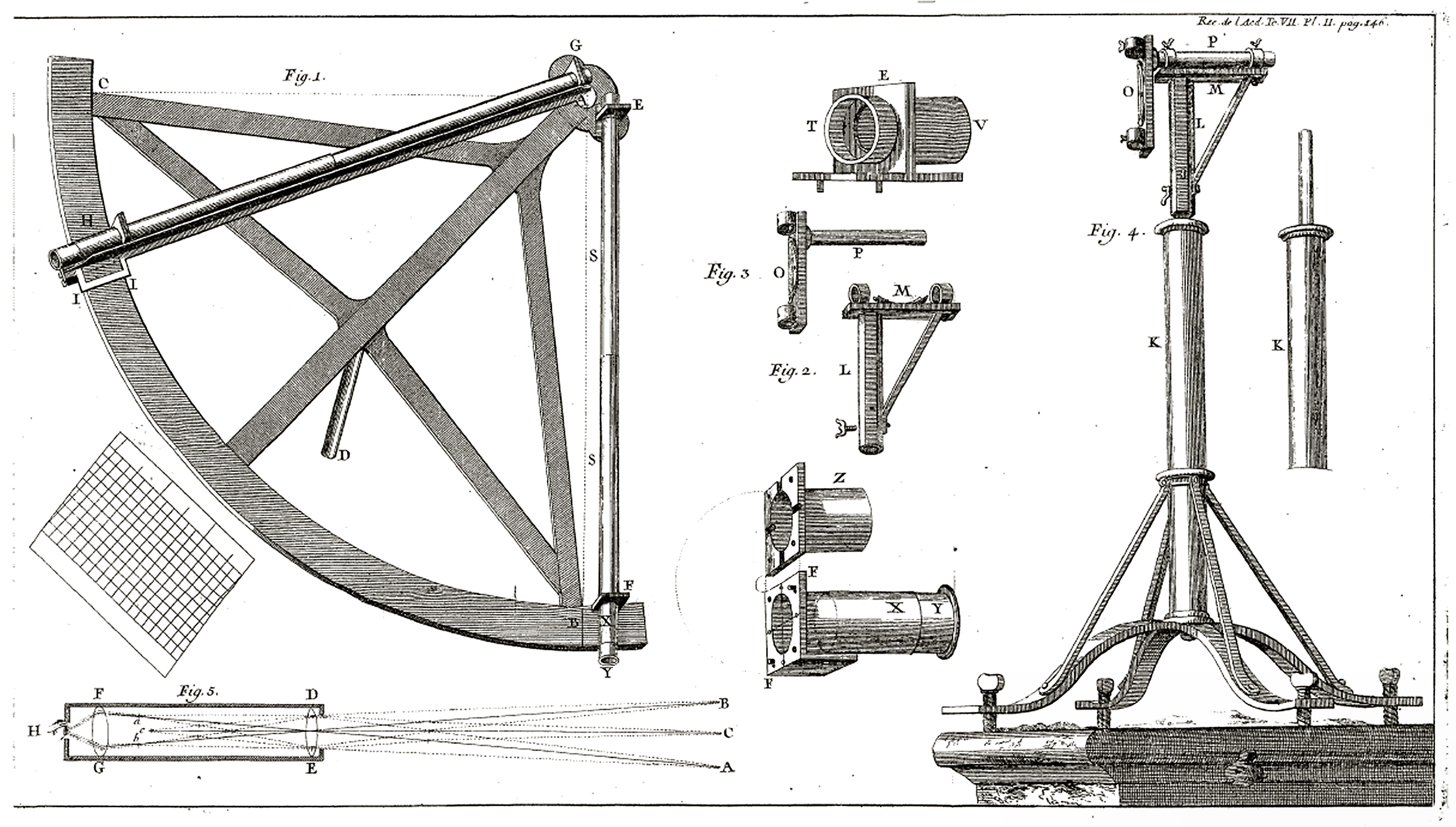
Quart de cercle à deux lunettes, seconde édition.
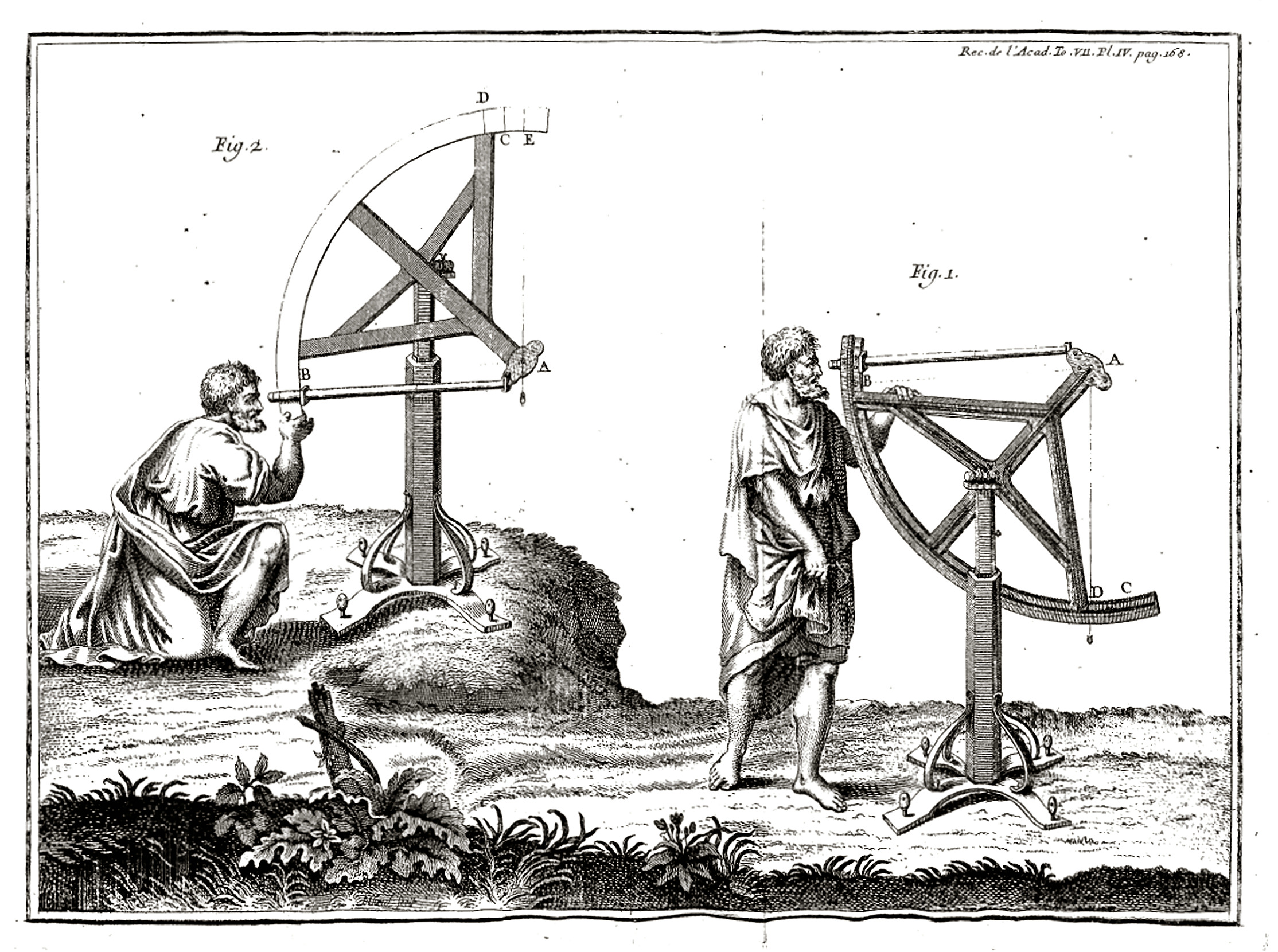
Vérification du quart de cercle.
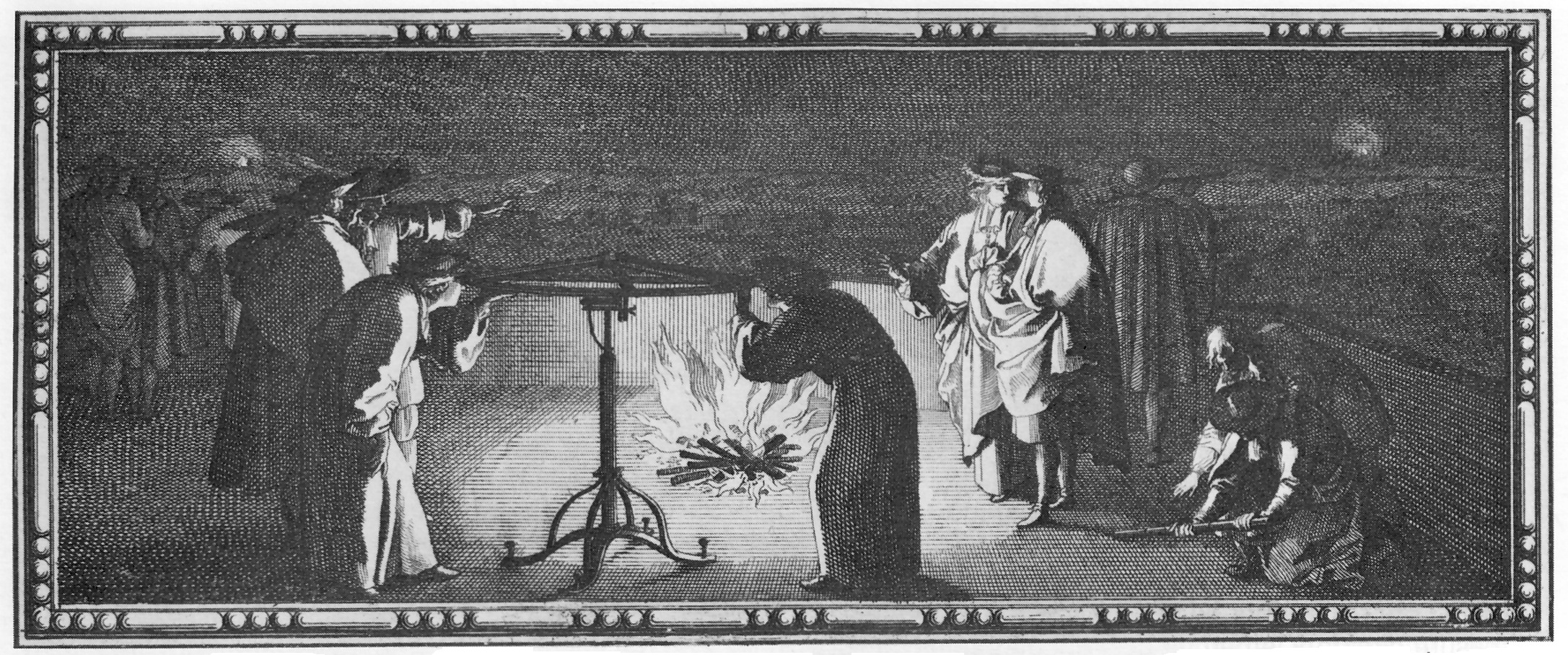
Utilisation de nuit.

L'exactitude de l'instrument — donne les angles de position avec tant de justesse, que sur le tour de l'horizon pris en cinq ou six angles, on n'a jamais trouvé qu'environ une minute de plus ou moins… et que souvent l'on a approché du compte juste, à cinq secondes près. — ; au résultat final de sa triangulation il trouve, pour un degré de méridien, une valeur de 57 060 toises de Paris, soit environ 111 212 m.
En 1671, Picard part au Danemark afin de vérifier astronomiquement les coordonnées géographiques de l'ancien observatoire de Tycho Brahe par rapport à Paris, et ainsi, d'exploiter les tables astronomiques de Tycho. Il localise aussi l'observatoire en longitude par rapport au méridien de Paris — par la « méthode de l'observation des éclipses des satellites de Jupiter » — en collaboration avec Cassini Ier resté à Paris. Il se sert de son quart de cercle pour la triangulation des endroits voisins et probablement aussi pour ajuster l'heure des horloges « à secondes » emportées pour noter les moments des observations des éclipses du premier satellite de Jupiter. La variation des écarts de temps relevés entre Picard et Cassini est en moyenne de ± 6,5 s, ce qui donne une fourchette de ± 2 km sur la longitude moyenne relevée. Cette détermination de longitude sera appliquée par Picard et La Hire aux principales villes des cotes françaises qu'ils visitent avec quart de cercle et horloge. Les résultats des mesures de longitudes et de latitudes serviront à l'établissement de la nouvelle et célèbre carte dite de La Hire, présentée à l'Académie des Sciences en 1682 et  publiée en 1693, 11 ans après la mort de son principal auteur : Picard.

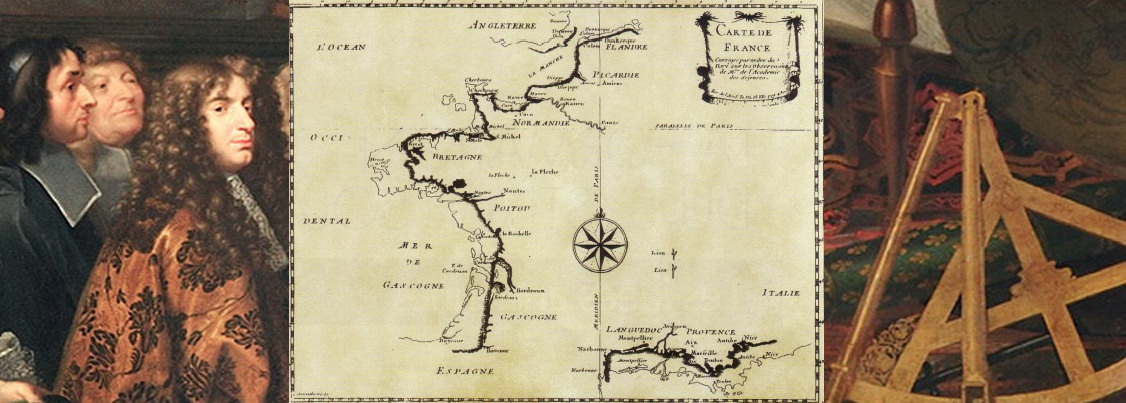
Picard ? La Hire et Cassini Ier ont contribué à la carte de France rénovée de 1682.

### Les successeurs
Le quart de cercle avec lunette(s) de visée de Picard va devenir un instrument incontournable. Il sera de toutes les grandes triangulations et de toutes les expéditions géodésiques françaises pendant plus d'un siècle. On peut citer comme acteurs principaux :
- Richer : en 1672, il est envoyé par l'Académie des sciences à Cayenne pour différentes missions astronomiques[14]. Il emporte un quart de cercle d'environ 80 cm de rayon, ainsi qu'un octant, instruments aux limbes divisés en minutes par transversales (p. 236) ;
- Cassini I et son fils, Cassini II : ils prolongent la méridienne de Picard sur toute l'étendue de la France ; elle est terminée en 1718[15]. Cassini décrit dans le détail les instruments employés dont un quart de cercle d'un mètre de rayon, divisé en minutes par transversales. Plus tard, en 1733-1734, il pilote la mesure de la perpendiculaire à la méridienne entre Saint-Malo et Strasbourg ; il se sert d'un quart de cercle de 82 cm de rayon pour mesurer la latitude de la ville de Bayeux[16] ;
- Maupertuis : en 1736-1737, il est envoyé par l'Académie des sciences au cercle polaire pour mesurer un degré de méridien. Les membres de l'expédition utilisent un quart de cercle de deux pieds de rayon (65 cm), muni d'un micromètre[17]. Les variations sur les mesures angulaires sont de l'ordre de ± 12"[18]  ;
- Bouguer et La Condamine , membres de l'expédition dirigée par Godin : ils vont mesurer un degré de méridien à l'équateur entre 1735 et 1743. Bouguer décrit quelques vérifications effectuées sur son quart de cercle de 2,5 pieds (65 cm) de rayon[19]  ;
- Cassini de Thury et La Caille : en 1739, ils reprennent la mesure de la méridienne de France. Comme instruments, ils emploient, entre autres, un quart de cercle de Langlois, daté de 1739, ayant 65 cm de rayon et muni de deux micromètres[20]. Les variations sur les mesures angulaires sont au maximum de 40" sur le total des quatre ou cinq angles « d'un tour de 180° » ;
- La Caille : en 1751, il mesure un degré de méridien dans son expédition au Cap, en Afrique du Sud. Son quart de cercle fait 98 cm de rayon[21]. Les triangles de sa méridienne ferment tous à moins de 21" du « 180° » idéal[22] ;
- Cassini de Thury : il couvre la France d'un canevas géodésique de grands triangles pratiquement terminé en 1744. Les quarts de cercle employés sont probablement du même type que celui employé pour vérifier la Méridienne. Ce canevas de premier ordre, complété par un réseau secondaire, mesuré au graphomètre - à lunettes - de plus petites dimensions, mènera à la carte de France des Cassini ;
- À cette époque, d'autres astronomes géodésiens vont aussi œuvrer en France, dans de nombreux pays d'Europe et en Amérique du Nord. Le quart de cercle sera de toutes leurs campagnes…

### Évolution

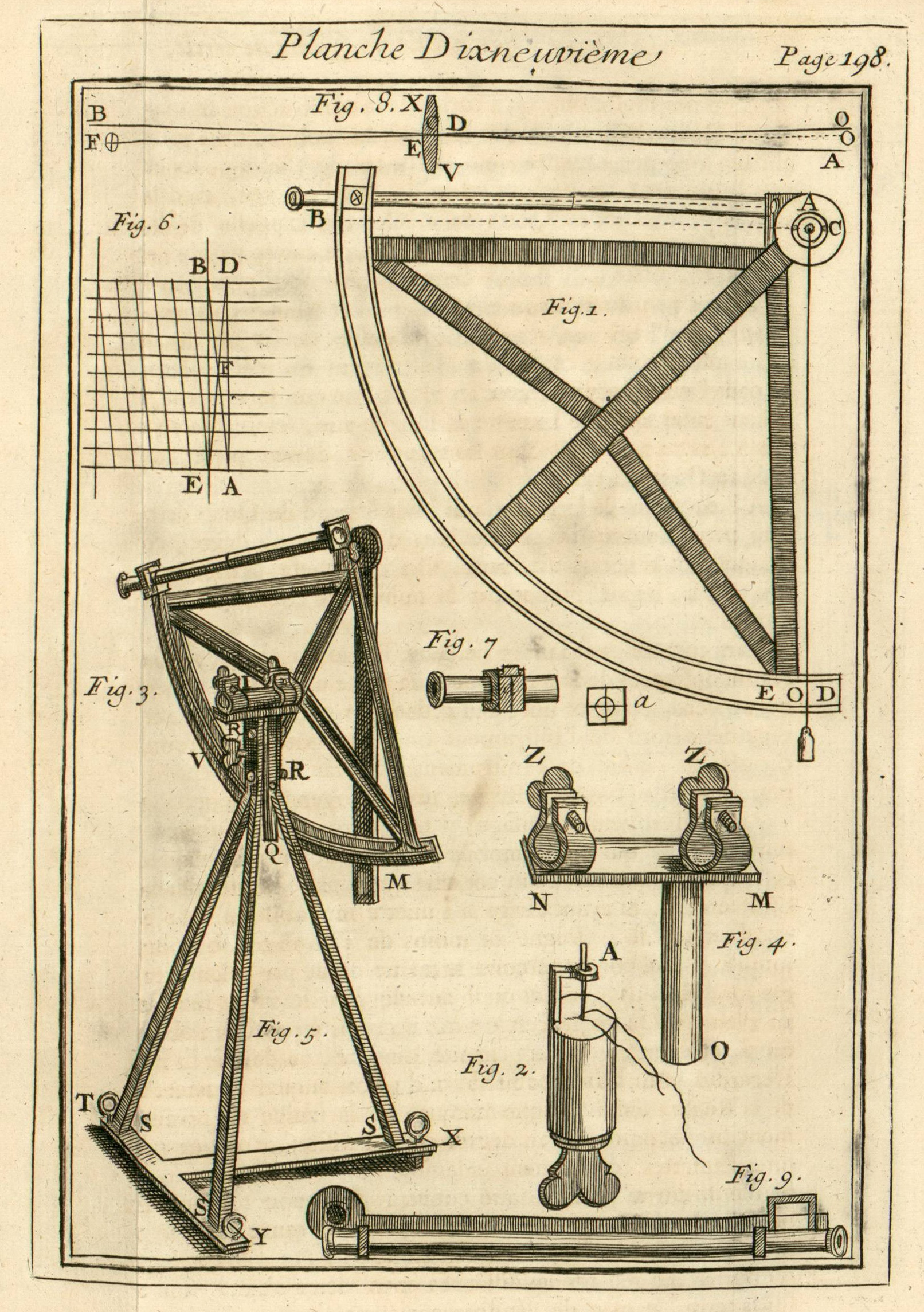
1709, Bion.
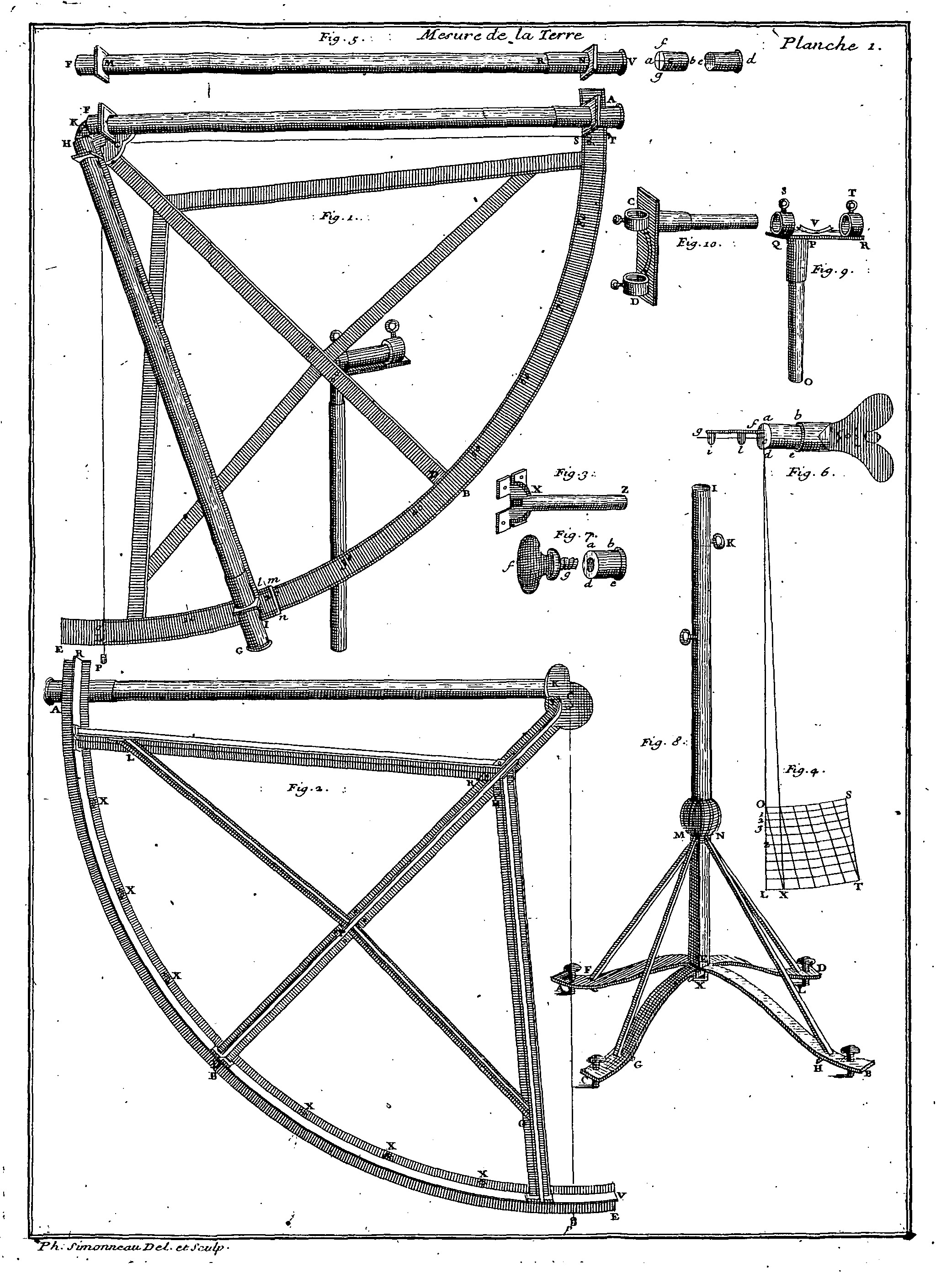
1718, J. Cassini.
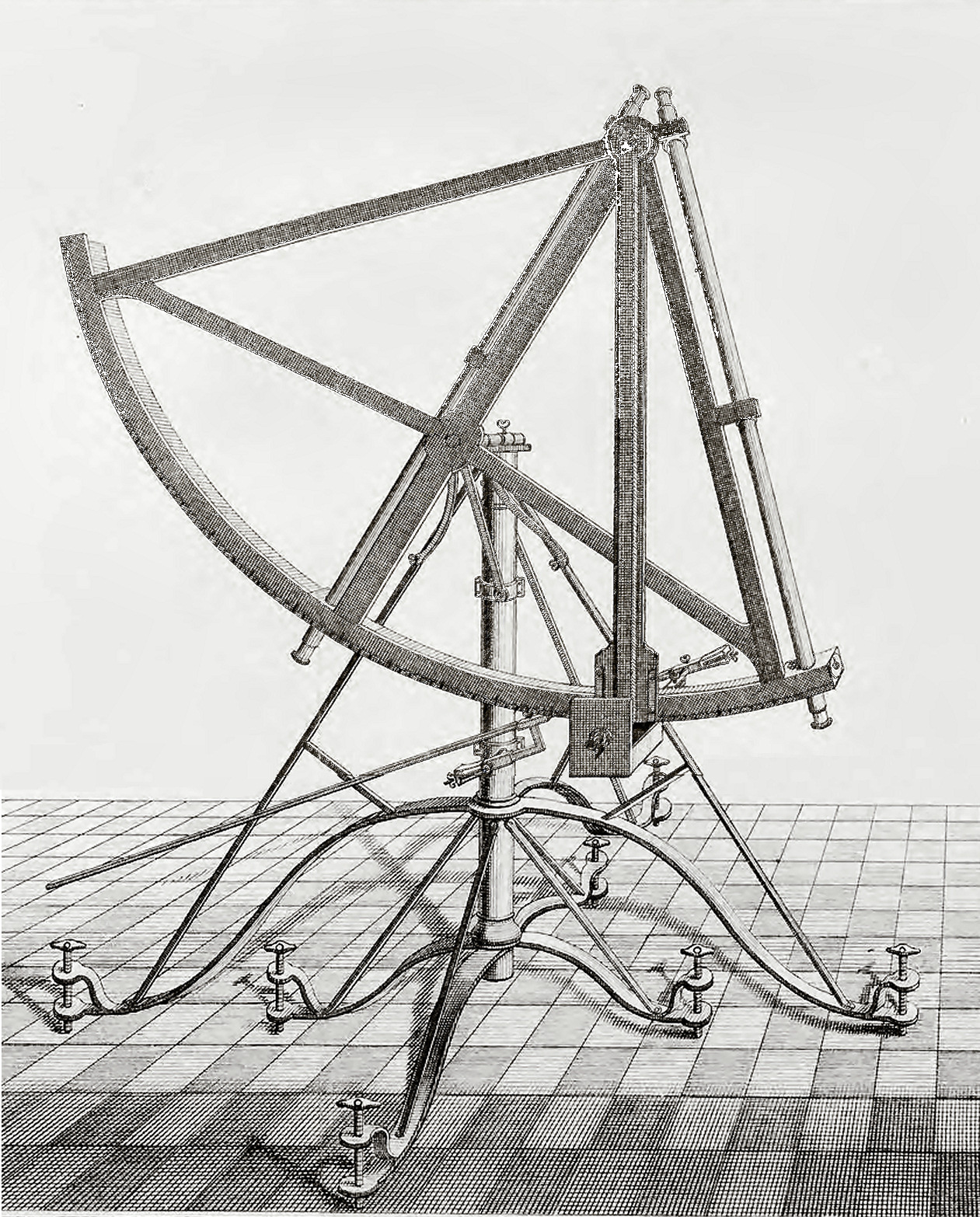
1740, Cassini de Thury.
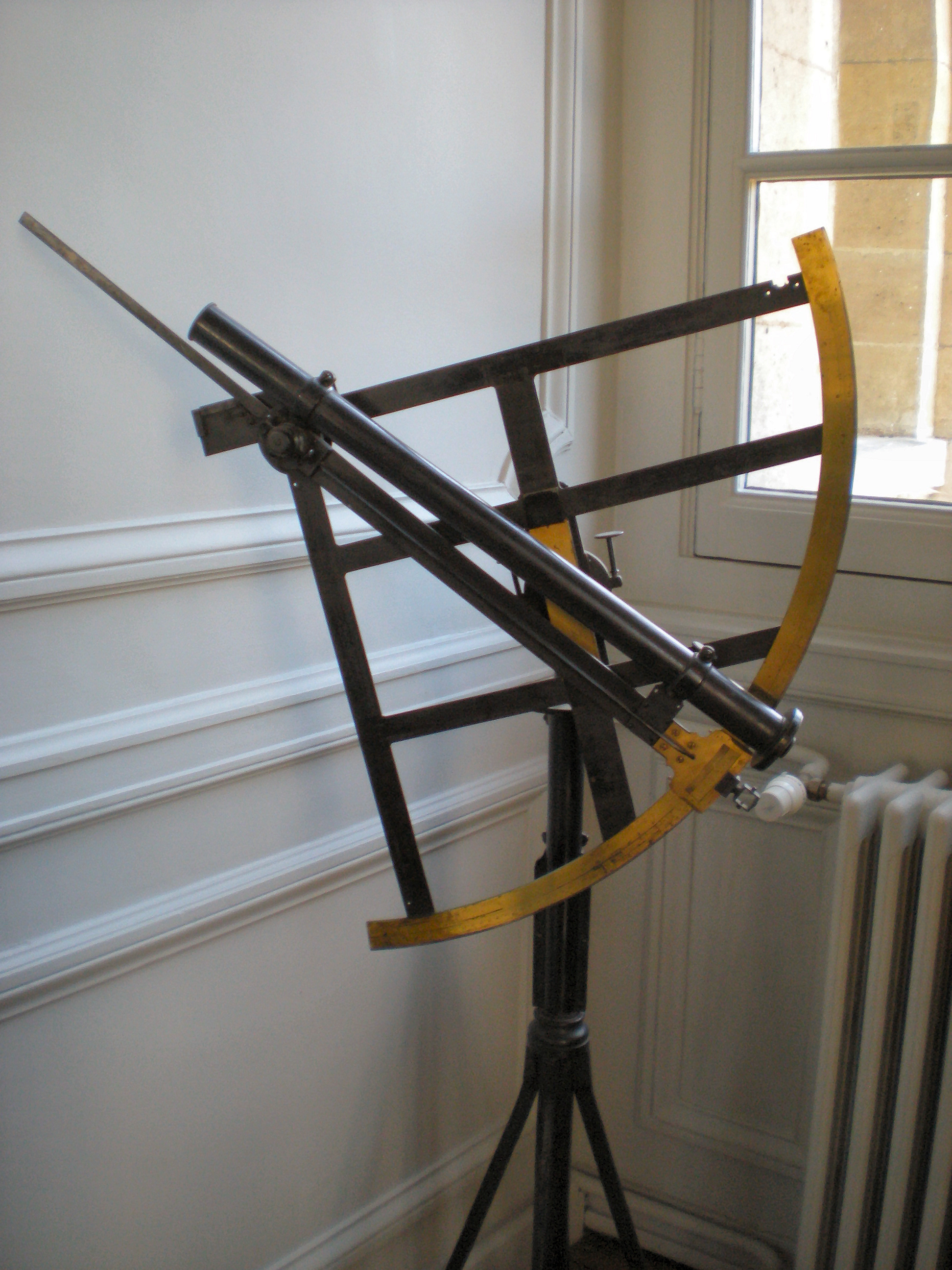
1757, Canivet, Obspm.
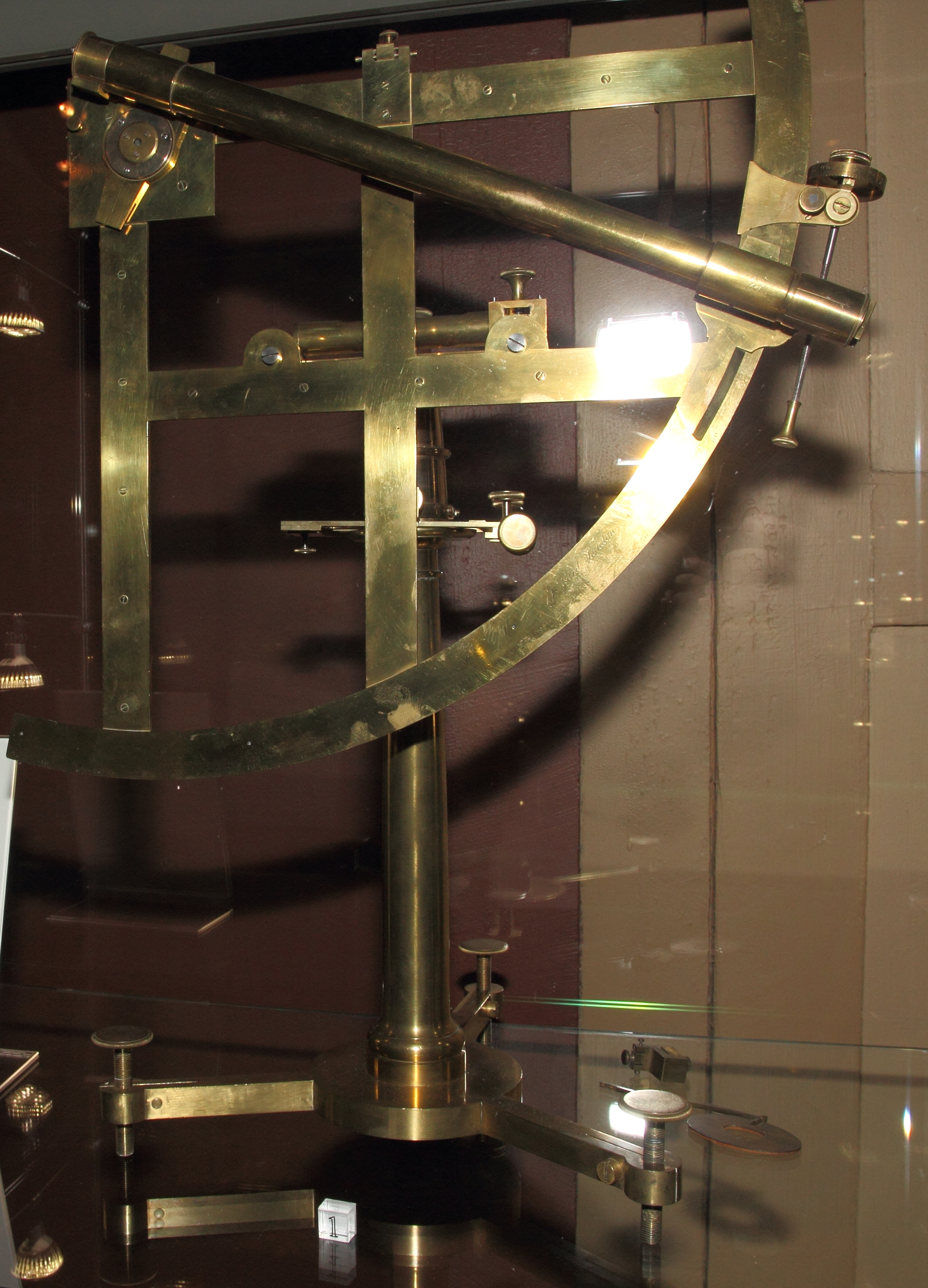
avant 1775, John Bird.
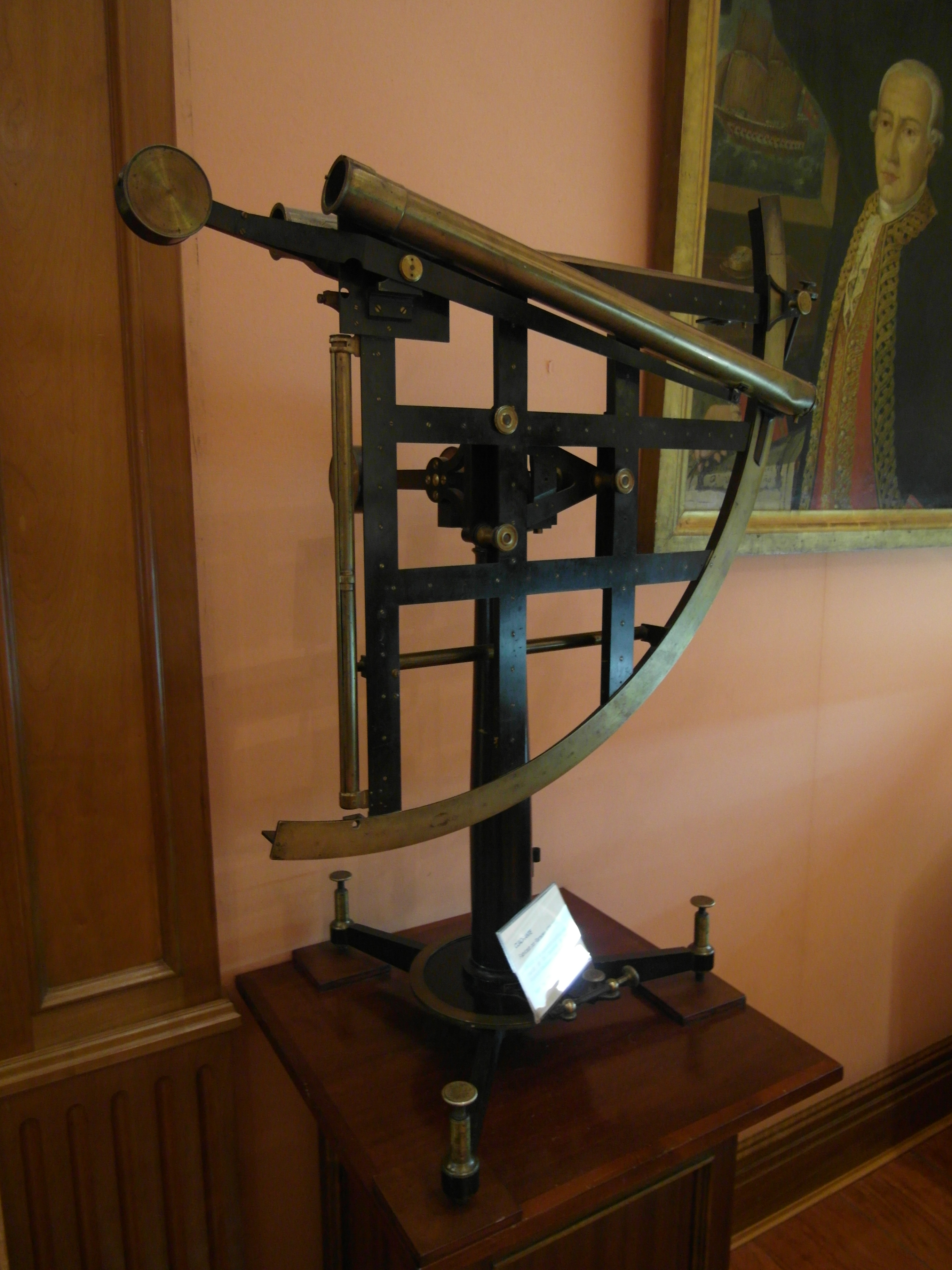
1794, Espagne.

Pendant cette période (1670-1800), la qualité des éléments constitutifs du quart de cercle de Picard s'améliore, mais l'instrument évolue peu : seul, lui est adjoint, avant 1736, un micromètre avec tambour gradué et vis micrométrique. Ce micromètre, dont on doit l'idée à M. le Chevalier de Louville, améliore la résolution angulaire de l'instrument,. Son rayon diminue quelque peu (d'un mètre, il descendra à 65 cm) ; néanmoins, il reste encombrant, surtout dans les clochers où il faut l'installer et le manœuvrer dans des espaces réduits. Son prix varie de  1 200 livres pour un quart de cercle de 18 pouces (45 cm) à deux lunettes et micromètre, à  2 400 livres pour un exemplaire de 2,5 pieds (80 cm) de rayon.

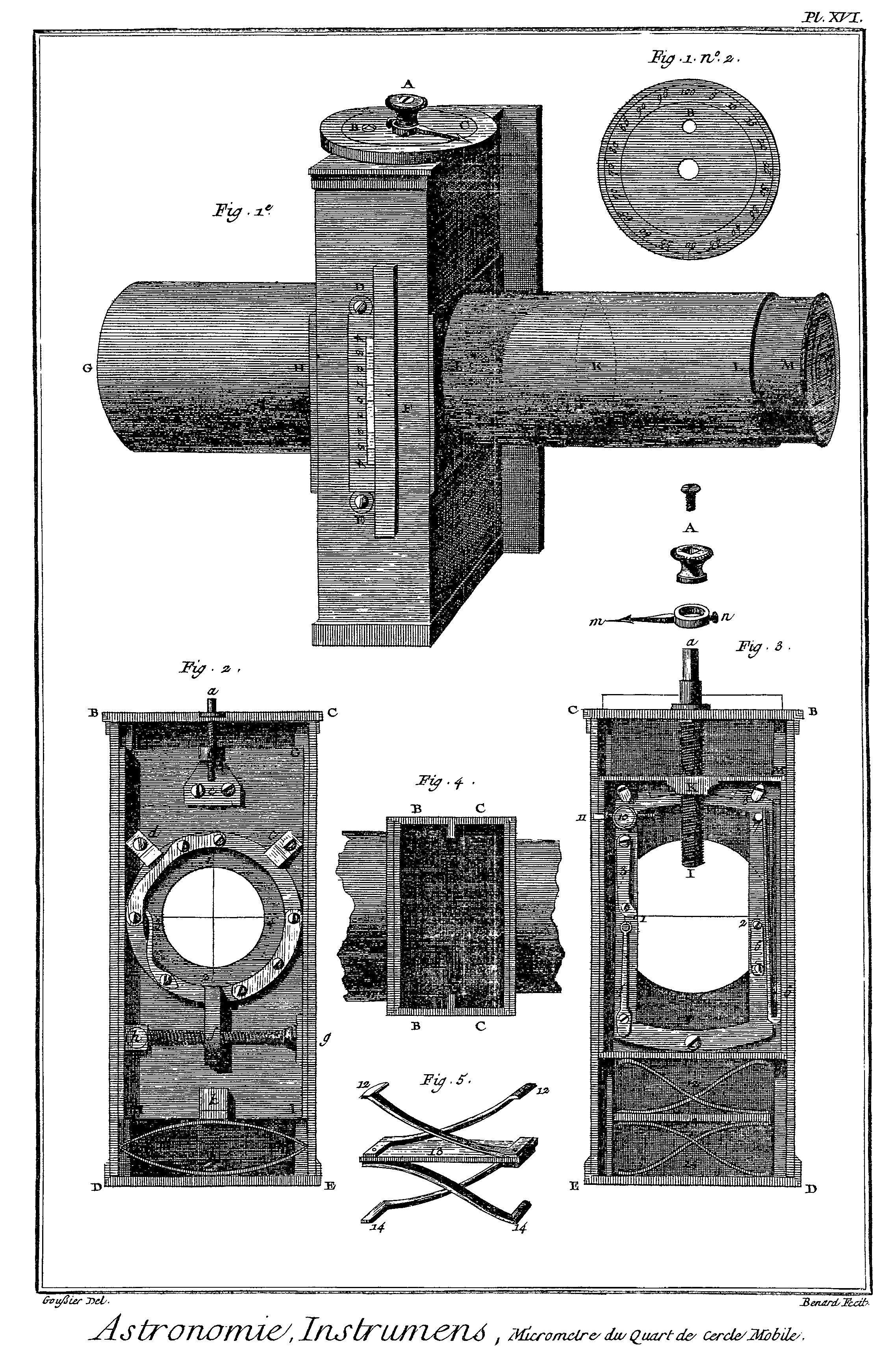
Micromètre.
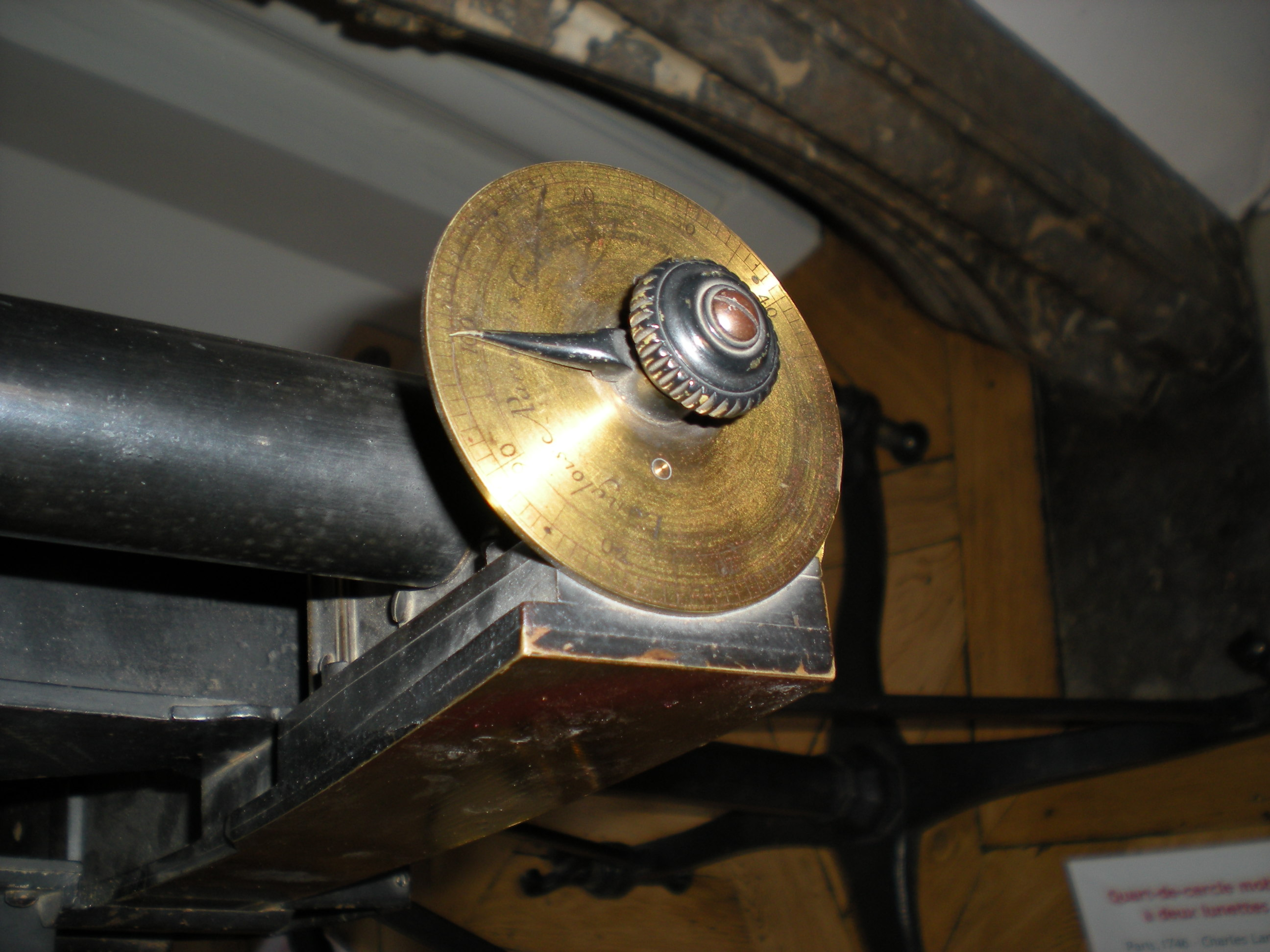
Tambour de micromètre.
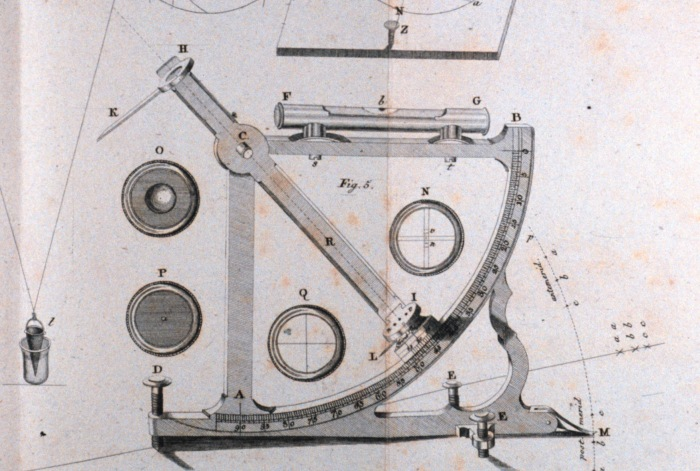
Un dernier quart de cercle (1815).

En 1785, il sera supplanté par un nouvel instrument, le cercle répétiteur, plus ramassé et plus exact. Ce dernier servira à Delambre et Méchain pour mesurer un quart du méridien terrestre dont la dix-millionième partie deviendra la référence pour définir, pendant deux cents ans, l'unité de longueur : le mètre.